# Agrilus diversornatus
Agrilus diversornatus é uma espécie de inseto coleóptero polífago pertencente à família dos buprestídeos. É um dos representantes do gênero Agrilus.
Foi descrita formalmente pela primeira vez em 2011, por Eduard Jendek e publicado em uma colaboração com Vasily Viktorovich Grebennikov.